# Mușchi zigomatic mare
Mușchiul zigomatic mare (latină: musculus zygomaticus major) este un mușchi facial pereche care se întinde între osul zigomatic și colțul gurii. Este unul din cei doi mușchi zigomatici (mare și mic) care se află unul lângă altul în zona obrazului. Are originea pe osul zigomatic, anterior de sutura zigomaticotemporală. Se inseră pe pielea comisurii bucale, combinându-se cu fibrele mușchilor ridicător al unghiului gurii, orbicular al gurii și fibre musculare mai profunde. Acoperă maseterul, buccinatorul, corpul adipos și vasele faciale.
Principala acțiune dată de zigomaticul mare este ridicarea unghiului gurii în sus și lateral. Contracțiile acestui mușchi produc expresia facială de plăcere sau râs.

## Structură
Zigomaticul mare este o bandă musculară lungă și îngustă. Se împarte în două porțiuni (superficială și profundă) pe măsură ce ajunge la inserția sa. Porțiunea superficială se împarte adesea în două burți înguste. Aceste ramificații nu au nicio semnificație funcțională evidentă.

## Inervație
Ramurile zigomatică și bucală ale nervului facial sunt responsabile de inervația motorie a zigomaticului mare.

## Vascularizație
Primește sânge arterial de la artera facială și ramura sa labială superioară.

## Variații anatomice
Mușchiul zigomatic mare bifid reprezintă o variație anatomică a acestui mușchi. Mușchiul bifid își are originea, ca o structură unică, pe osul zigomatic. Pe măsură ce se deplasează anterior, se împarte apoi, la nivelul scobiturii subzigomatice, în fascicule musculare superioare și inferioare. Mănunchiul superior se inseră în poziția obișnuită, deasupra comisurii bucale. Mănunchiul inferior se inseră pe modiol, sub comisura bucală. Clinic, mușchiul zigomatic mare bifid poate explica formarea gropițelor în obraji.